# 小行星1078
小行星1078（1078 Mentha）是一颗围绕太阳公转的小行星。1926年12月7日，卡爾·威廉·萊茵姆特在海德堡发现了此天体。
該小行星以薄荷命名。这颗小行星原本由马克斯·沃夫发现，并命名为864 Aase。但1958年才发现这颗小行星和萊茵姆特发现并命名的小行星1078是同一颗小行星，最终1078 Mentha的命名得到保留。而864 Aase的命名留给萊茵姆特在1921年发现的小行星864。
这颗小行星的绝对星等为43.5等。